# Rudolf Strittich
Rudolf „Rudi“ Strittich (* 3. März 1922; † 10. Juli 2010) war ein österreichischer Fußballspieler und -trainer.

## Vereinskarriere
Strittich begann seine Laufbahn beim SK Vorwärts Steyr, wo er schon mit 14 Jahren in der ersten Mannschaft spielte. Ab der Saison 1938/39 war er beim deutsch-böhmischen DFC Graslitz tätig, mit dem er 1939 im Halbfinale der sudetendeutschen Meisterschaft scheiterte, ehe 1940 die Meisterschaft des Gau Sudetenland unter dem Namen NSTG Graslitz gewonnen werden konnte. 1942 wechselte er nach Wien zur Vienna, wo er 1943 den Meistertitel holen konnte. Während der Kriegsjahre war Strittich auch kurzzeitig bei Hertha BSC aktiv.
Nach Kriegsende spielte er wieder in Steyr, doch schon zur Winterpause folgte die Rückkehr zur Vienna. Dort spielte der Flügelstürmer auf der rechten Sturmseite neben Karl Decker und konnte 1946 das Finale im ÖFB-Cup erreichen. 1950 wurde seine Karriere in der österreichischen Liga jedoch jäh unterbrochen, als er und Ernst Sabeditsch nach einer Ägypten-Tournee der Vienna wegen des Schmuggels von Rohopium verurteilt und vom ÖFB für ein Jahr gesperrt wurden. Nach einer kurzen Tätigkeit bei US Triestina wechselte Strittich in die kolumbianische Profiliga, wo er für den kurz zuvor gegründeten Verein Samarios de Santa Marta spielte. Nach kurzer Trainertätigkeit in der Schweiz kehrte er 1952 zur Vienna zurück, wo er nun mit Otto Walzhofer in einer Sturmreihe spielte, aber schon zu Beginn der zweiten Saison verließ er die Döblinger endgültig, um in der zweiten französischen Liga bei RCFC Besançon sein Geld zu verdienen. Nach zwei Saisonen beendete er seine aktive Karriere gesundheitsbedingt.

## Nationalmannschaft
Sein Debüt in der Nationalmannschaft gab Strittich an der Seite von Karl Decker im Dezember 1946 bei einem 0:2 in Budapest. Strittichs Position auf dem rechten Flügel wurde zu dieser Zeit im Nationalteam allerdings meist mit Ernst Melchior besetzt, sodass es bis zum Herbst 1949 dauern sollte, bis er wieder für Österreich auflief. Dreimal in Folge vertraute der Teamchef Walter Nausch dem Viennaduo Strittich/Decker auf der rechten Sturmseite, nach Strittichs Sperre wurde er jedoch nicht weiter berücksichtigt.

## Trainerkarriere
1955 begann er seine Trainerkarriere beim SK Sturm Graz, wo er einen zehnten Platz in der Meisterschaft erreichte. Nachdem der Verein mit Zahlungen in Rückstand geraten war, verließ Strittich die Grazer und wechselte nach Frankreich, wo er bei seinem ehemaligen Klub RC Besançon das Traineramt übernahm. Im Frühjahr 1957 betreute er den SV Stickstoff Linz. Seine nächste Auslandsstation war der FC Basel in der Schweiz, danach folgte Apollon Kalamarias in Griechenland. Nach einer Station bei seinem Stammverein Vorwärts Steyr wechselte er Anfang 1961 nach Dänemark, wo er den Großteil seiner Trainerkarriere verbringen sollte. Er übernahm den Esbjerg fB, den er auf Anhieb zu den beiden ersten Meistertiteln der Vereinsgeschichte führte. Nach einer Saison in Steyr kehrte er nach Dänemark zurück, zunächst trainierte er den Viborg FF, ehe er von 1965 bis 1967 wieder Esbjerg betreute und dabei seinen dritten Meistertitel holte. Nach zwei Jahren beim Aalborg BK wurde Strittich 1970 zum Trainer der dänischen Fußballnationalmannschaft bestellt. Zwar konnte während seiner bis 1975 dauernden Trainertätigkeit keine Qualifikation für eine Endrunde zur Weltmeisterschaft oder Europameisterschaft erreicht werden, mit dem Olympiateam wurde jedoch 1972 die Zwischenrunde beim Finalturnier erreicht, wo man nur knapp einen Platz unter den letzten vier verfehlte. In der Saison 1975/76 betreute er den spanischen Zweitligisten Real Murcia. Von 1976 bis 1979 trainierte er noch einmal Esbjerg, wo er seinen vierten Meistertitel holte. Strittich kehrte danach zurück nach Österreich und war 1980 noch kurzzeitig Trainer bei Austria Salzburg.

## Stationen

### Als Spieler
- 1936 bis 1938: SK Vorwärts Steyr
- 1938 bis 1942: NSTG Graslitz
- 1942 bis 1943: First Vienna FC
- Hertha BSC
- 1945: SK Vorwärts Steyr
- 1946 bis 1950: First Vienna FC
- 1950: US Triestina
- 1951: Unión Magdalena
- 1952 bis 1953: First Vienna FC
- 1953 bis 1955: RCFC Besançon

### Als Trainer
- 1955: SK Sturm Graz
- 1956 bis 1957: RCFC Besançon
- 1957: SV Stickstoff Linz
- 1957 bis 1958: FC Basel
- Apollon Kalamarias
- SK Vorwärts Steyr
- 1961 bis 1962: Esbjerg fB
- 1963: SK Vorwärts Steyr
- 1964: Viborg FF
- 1965 bis 1967: Esbjerg fB
- 1967 bis 1970: Aalborg BK
- 1970 bis 1975: Nationalmannschaft Dänemarks
- 1975 bis 1976: Real Murcia
- 1976 bis 1979: Esbjerg fB
- 1980: Austria Salzburg

## Erfolge
- 1× Österreichischer Meister: 1943 (als Spieler)
- 1× Gaumeister Sudetenland: 1940 (als Spieler)
- 1× Österreichischer Cupfinalist: 1946 (als Spieler)
- 4× Dänischer Meister: 1961, 1962, 1965, 1979 (als Trainer)
- 4 Spiele für die österreichische Fußballnationalmannschaft 1946–1949